# Vándoralbatrosz
A vándoralbatrosz (Diomedea exulans) a madarak (Aves) osztályának viharmadár-alakúak (Procellariiformes) rendjébe, ezen belül az albatroszfélék (Diomedeidae) családjába tartozó faj.
A Diomedea madárnem típusfaja és egyben legnagyobb szárnyfesztávolságú recens madár, 360 centiméterrel.

## Előfordulása
Antarktisz körüli izolált szigeteken, így Déli-Georgián, a Marion- és a Prince Edward-szigeteken, a Crozet-szigeteken, a Kerguelen-szigeteken, a Campbell-szigeten, az Auckland-szigeteken és Új-Zéland legdélebbi apró szigetein költ.
A meleg légáramlatok által nagy távolságokat jár be, naponta akár 500 kilométeren keresztül is vitorlázhat, egy évben akár többször megkerülheti a Földet.
Korábban 5 alfajt véltek ennek az albatroszfajnak, azonban az újabb DNS-vizsgálatoknak következtében a vándoralbatrosz a törzsalfajon, Diomedea exulans exulans kívül elvesztette az összes többi alfaját.
Az alábbi fajok 1998-ig a vándoralbatrosz alfajainak számítottak:
- délsarki albatrosz (Diomedea antipodensis) (Robertson & Warham 1992)[2] - nemcsak, hogy levált a vándoralbatroszról, hanem magával vitt egy másik alfajt is, a Diomedea antipodensis gibsoni-t Robertson & Warham, 1992 - manapság a délsarki albatrosz alfajának vélik, korábban a vándoralbatroszénak tekintették; egyesek a fajkomplexumra hivatkozva, faji szintre emelnék Diomedea gibonsi néven[3][4][5][6]
- Tristan da Cunha-szigeteki albatrosz vagy atlanti albatrosz (Diomedea dabbenena) (Mathews, 1929)[7][8]
- Amszterdam-szigeti albatrosz (Diomedea amsterdamensis) Roux, Jouventin, Mougin, Stahl & Weimerskirch 1983[7] - ezt a madarat, csak 1983-ban írták le, akkor pedig vándoralbatrosz egyik alfajának tekintették; azonban az új genetikai vizsgálatok szerint ez a madár kiérdemli az önálló faji státuszt.[9][10]

## Megjelenése
A fajra a 107–135 centiméteres átlagos testhossz és 250–360 centiméteres szárnyfesztávolság jellemző. Testtömege 5,9–12,7 kilogramm között változik. A felnőtt madarak tollazata hófehér, kivéve a szárnyaik végét.

## Életmódja
Hosszú, keskeny szárnyaival vándorol, majd a csendes vízre ereszkedve, halakra és lábasfejűekre vadászik. Általában éjszaka vadászik, akkor a tintahalak közelebb vannak a vízfelszínhez. Emésztésük során a táplálék egy részéből egy olajos folyadék keletkezik, amit vagy később emészt meg vagy a fiókáit eteti vele.

## Szaporodása
Szárazföldön csak a költési időszakban tartózkodik. A párok násztáncot járnak, kinyújtott nyakkal egymással szemben bólogatnak, csőrüket összeütögetik. Minden második év nyarán 1 tojást tojnak földből és növényi anyagokból épített fészkükbe, a költési idő akár több hónap is lehet. A fiókák kirepülési ideje 10-12 hónap. Alacsony szaporodási képességüket hosszabb életkorral ellensúlyozzák.

## Képek

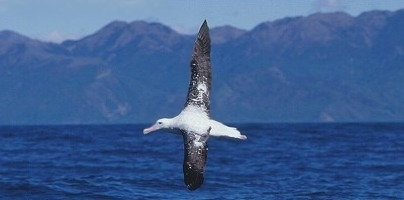
Vitorlázik a levegőben
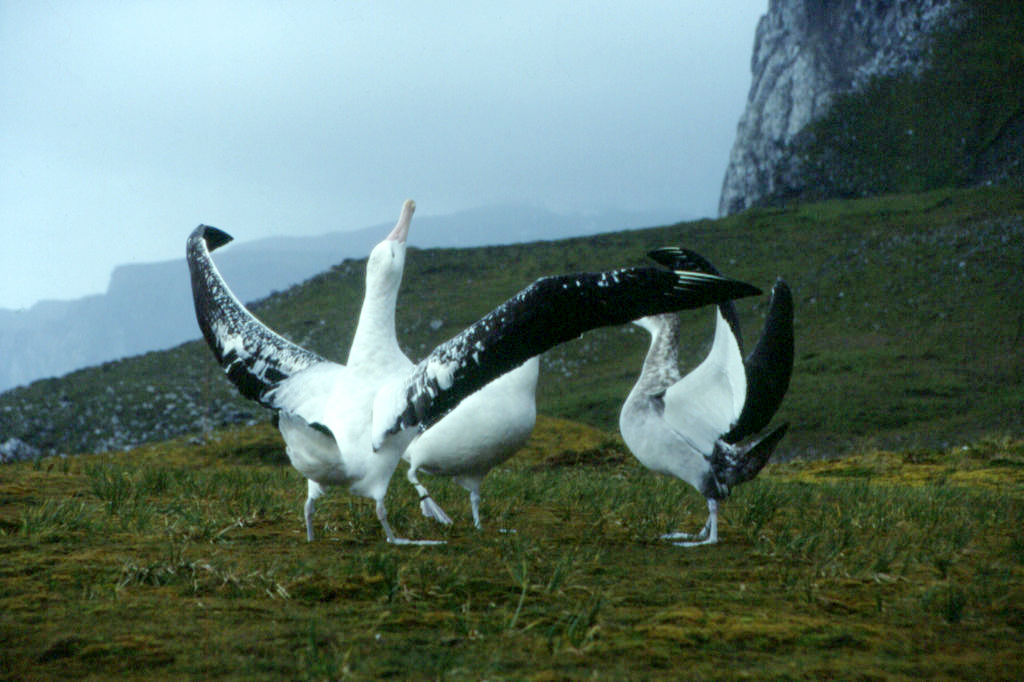
Vándoralbatroszok násztánca a Kerguelen-szigeteken
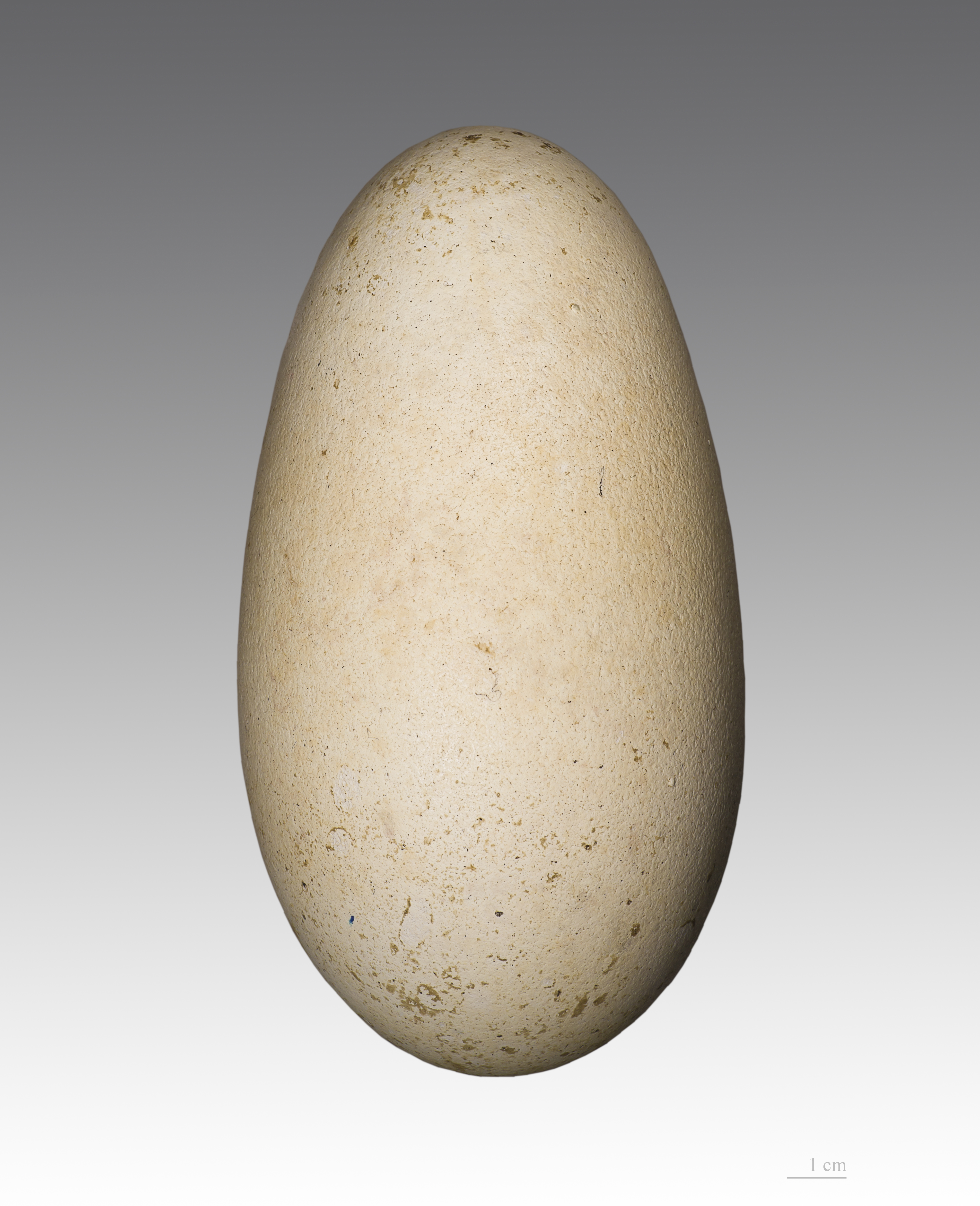
A vándoralbatrosz tojása